# Aleksandr Chuprian
Aleksandr Petrovich Chuprian. (en ruso: Александр Петрович Чуприян; Ujtá, Unión Soviética, 23 de marzo de 1958) es un político y comandante militar ruso, que se desempeñó como ministro interino del Ministerio de Situaciones de Emergencia entre el 8 de septiembre de 2021 y el 25 de mayo de 2022. Al mismo tiempo, ejerció como viceministro primero de situaciones de emergencia de 2018 a 2023.

## Biografía
Chuprian nació el 23 de marzo de 1958, en Ujtá en la RASS de Komi —en esa época parte de la Unión Soviética, actualmente ubicada en la República de Komi en Rusia—.  Entre 1976 y 1978 sirvió en las Fuerzas Armadas de la URSS como soldado raso y posteriormente como sargento. De 1979 a 1980 sirvió en las unidades paramilitares del Departamento de Bomberos de la Dirección Principal de Asuntos Internos del Comité Ejecutivo del óblast de Leningrado (Lenoblgorispolkom), en este puesto trabajó como bombero, jefe de guardia, jefe adjunto y luego jefe del departamento de bomberos paramilitar. Entre 1980 y 1982, trabajó como oficial de guardia de la 14.ª estación de bomberos del 7.º destacamento de bomberos militarizados del Departamento de Bomberos de la Dirección Principal de Asuntos Internos del Comité Ejecutivo de la Región de Leningrado (Lenoblgorispolkom). Entre 1982 y 1987, fue jefe adjunto y posteriormente jefe de la 3.ª estación de bomberos del 7.º destacamento de bomberos militarizados del Departamento de Bomberos de la Dirección Principal de Asuntos Internos del Comité Ejecutivo de Leningrado. En 1989, fue trasladado al 1.er destacamento militarizado donde trabajó como Jefe Adjunto.
En 1989 se graduó de la Escuela Superior de Ingeniería Técnica contra Incendios del Ministerio del Interior de la URSS (ahora la Academia del Servicio Estatal de Bomberos del Ministerio de Situaciones de Emergencia de Rusia) con un título en equipo y seguridad contra incendios.
En 1993, fue jefe adjunto de la Dirección del Servicio Estatal de Bomberos de la Dirección General de Asuntos Internos de San Petersburgo y del óblast de Leningrado. En 1996, fue jefe adjunto del Departamento de la Universidad Estatal de San Petersburgo del Servicio Estatal de Bomberos del EMERCOM de Rusia. En 1997, fue jefe interino de la Dirección del Servicio de Bomberos del Estado de la Dirección General de Asuntos Internos de San Petersburgo y el óblast de Leningrado.
Desde 1997 ha ocupado sucesivamente los siguientes cargosː jefe del Departamento del Servicio Estatal de Bomberos de la Dirección Central de Asuntos Internos de San Petersburgo y la Región de Leningrado. Después de la transferencia del Servicio de Bomberos del Estado (SFS) del Ministerio del Interior al Ministerio de Emergencias de Rusia en 2002, continuó trabajando en el mismo puesto. Desde 2003, jefe de la Dirección Principal del Servicio Estatal de Bomberos del Ministerio de Situaciones de Emergencia de Rusia y finalmente desde 2005, jefe del Centro Regional del Noroeste del Ministerio de Emergencias de Rusia.
De 2006 a 2018 trabajó como viceministro de Defensa Civil, Emergencias y Socorro en Casos de Desastre de la Federación Rusa (reelegido por Decreto del Presidente de Rusia del 3 de diciembre de 2011 N.º 1575). En 2007 fue ascendido al rango de teniente general del Servicio Interno, luego, en 2018, a coronel general. Desde junio de 2018, es el Primer viceministro del Ministerio de Situaciones de Emergencia.
Además de sus cargos públicos es Candidato a Ciencias Técnicas (2001), Doctor en Ciencias Técnicas (2007), Presidente de la Junta de Síndicos de la Federación de Deportes de Fuego Aplicados de Rusia. En noviembre de 2018, fue elegido por unanimidad Presidente de la Federación Deportiva Internacional de Bomberos y Rescatistas.
El 8 de septiembre de 2021, tras la muerte en un accidente del anterior ministro de Situaciones de Emergencia, Yevgueni Zínichev, el presidente de Rusia Vladímir Putin nombró a Chuprian como ministro interino, cargo que ocupó hasta el 25 de mayo de 2022 cuando fue sustituido por Aleksandr Kurenkov.
Fue relevado de su cargo como viceministro el 29 de marzo de 2023. Desde junio de 2023 trabaja como asesor del empresario Denis Frolov, copropietario de las empresas Warton y Baikal Electronics, desarrollador del sistema operativo ruso Astra Linux.

## Condecoraciones
- Orden al Mérito por la Patria de 4.º grado.[2]
- Orden de Honor
- Orden de la Amistad
- Medalla de la Orden al Mérito de la Patria de 1.er y 2.do grado
- Medalla por el Coraje en un Incendio
- Medalla Conmemorativa del 300.º Aniversario de la Armada de Rusia
- Medalla Conmemorativa del 300.º Aniversario de San Petersburgo
- Medalla del 70.º Aniversario de las Fuerzas Armadas de la URSS

Así como otros premios departamentales.